# Iwan Nikolajewitsch Anikejew
Iwan Nikolajewitsch Anikejew (russisch Иван Николаевич Аникеев; * 12. Februar 1933 in Swoboda, Oblast Woronesch, Sowjetunion; † 20. August 1992 in Beschezk, Oblast Twer, Russland) war ein sowjetischer Kosmonautenanwärter. Er gehörte zur ersten Kosmonautengruppe der Sowjetunion, schied aber aus disziplinarischen Gründen vorzeitig aus, ohne an einem Raumflug teilgenommen zu haben.

## Leben

### Militärkarriere
Nach dem Schulabschluss trat Anikejew 1952 in die Luftstreitkräfte der Sowjetunion ein. Bis 1956 wurde als Pilot für das Jagdflugzeug Jak-25 ausgebildet, anschließend am Polarmeer in der Nähe von Seweromorsk stationiert.

### Auswahl und Ausbildung zum Kosmonauten
Als die Sowjetunion ab August 1959 Militärpiloten suchte, um sie zu Raumfahrern auszubilden, kam Anikejew in die engere Wahl und wurde am 7. März 1960 in die Erste Kosmonautengruppe der Sowjetunion aufgenommen. Ab dem 17. Juni war dann die Kosmonautengruppe, welche 20 Kandidaten umfasste, komplett. Am 30. August 1960 wurde er zum Hauptmann befördert. Die Grundausbildung schloss er am 3. April 1961 mit dem Examen ab. Anikejew gehörte dabei nicht zu den sechs Anwärtern, die zuerst für das Wostok-Raumschiff ausgebildet werden sollten. Parallel zur Kosmonautenausbildung absolvierte er ein Studium an der Militärakademie für Ingenieure der Luftstreitkräfte „Prof. N. J. Schukowski“, schloss es allerdings nicht ab.
Anikejew fiel mehrmals durch unangemessenes Verhalten auf. So verließ er in der Nacht zum 13. März 1962 zusammen mit Mars Rafikow ohne Erlaubnis den Stützpunkt. Dies führte später zum Ausschluss von Rafikow aus dem Kosmonautenkorps.
Am 27. März 1963 wurde Anikejew zusammen mit seinen Kameraden Neljubow und Filatjew betrunken wegen ordnungswidrigem Verhalten auf dem Militärflugplatz Tschkalowski verhaftet. Den Berichten zufolge waren die patrouillierenden Sicherheitskräfte bereit, über den Vorfall hinwegzusehen, wenn sich die Kosmonauten entschuldigten, worauf Anikejew und Filatjew eingehen wollten. Neljubow weigerte sich jedoch, so dass der Vorfall den Behörden gemeldet wurde. Da es bereits frühere Vorfälle gab, wurden alle drei Kosmonauten am 17. April 1963 (offiziell erst am 4. Mai 1963) aus dem Kosmonautenkorps entlassen.
Anikejew war verheiratet und kinderlos.

### Weitere Militärkarriere
Ab dem 2. Juli 1963 diente Anikejew wieder in der Luftwaffe, zuerst als Pilot, ab November 1965 als Navigationsoffizier in Bodenkontrollstellen der sowjetischen Luftwaffe. Im September 1975 schied er im Range eines Hauptmanns aus dem Militärdienst aus.

### Tod und Grabstätte
Anikejew starb mit 59 Jahren an Krebs und wurde auf dem Neuen Friedhof von Beschezk bestattet. Sein Grab wurde nicht gepflegt und verwilderte. Nachdem dieser Zustand im September 2011 öffentlich gemacht wurde, wurde am 20. August 2012, dem 20. Todestag Anikejews, auf private Initiative ein neuer Grabstein errichtet.

## Auszeichnungen
- Orden des Roten Sterns (17. Juni 1961, für die Teilnahme an der Vorbereitung des ersten bemannten Raumflugs)
- Militärpilot II. Klasse
- weitere 6 Medaillen[1]